# Конрад фон Тирберг Младший
Конрад фон Тирберг младший (нем. Konrad von Thierberg, лат. Conradus de Tirbergk junior) — ландмейстер Тевтонского ордена в Пруссии в 1283—1288 годах. Родной брат ландмейстера Тевтонского ордена в Пруссии Конрада фон Тирберга Старшего.

## Биография
Зимой 1283 года около 800 литовских всадников (по «Хронике земли Прусской» Петра из Дуйсбурга) пройдя по Куршской косе вторглись в Самбию и разорили волости Абенда и Побеттен. Ландмейстер Пруссии Конрад фон Тирберг Младший предпринимает военный поход на косу, основной целью которого стало предотвращение в будущем такого рода нападений. С тем, чтобы обезопасить этот путь от неожиданных нападений, он закладывает укрепление на берегу моря: «Он заложил на упомянутой Нерии, на берегу солёного моря мощный замок, называемый Нойхауз, чтобы литвины не вторглись внезапно в земли Самбии».
В этом же году перейдя реку Мемель, войска ордена под руководством Конрада взяли штурмом и литовский замок Бисена на правом берегу реки и разорили близлежащие волости. Но Пётр из Дуйсбурга отмечает, что «В этом штурме многие христиане были тяжело ранены, а четыре брата и один слуга с конями и оружием утонули в Мемеле по причине хрупкости льда».
Летом 1284 года Тирберг, собрав войско, вновь двинул его на язычников. В этот раз его целью стал литовский замок Гарта (Гроденъ, Гродно), в окрестностях которого получили убежище многие семьи недавно замирённых пруссов. К нему присоединился и бывший предводитель восставших пруссов, принявший крещение, князь Скуманд со своим отрядом. «Им, мужественно штурмовавшим, осажденные оказывали мощное сопротивление... по воле Божией, братья вторглись мощным натиском и, всех убив или взяв в плен, сожгли замок. После этого 1800 человек вошли в волость упомянутого замка, опустошая все вокруг огнем и мечом, и, взяв в плен и убив многих людей, ушли с огромной добычей».
28 февраля 1286 года ландмейстер Конрад фон Тирберг вручил поселению Альтштадт грамоту об основании города, в которой были закреплены права граждан и которая являлась городской «Конституцией». Альтштадт стал самым старым городским образованием в составе будущего Кёнигсберга.